# Realtimecomputersysteem
Een realtimecomputersysteem is meestal een computer die in een apparaat is ingebouwd (een embedded computersysteem) en die binnen een gegarandeerde tijd reageert op signalen van buitenaf.
Voor klassieke toepassingen is het niet erg als een computer wat langer over een opdracht doet. Bijvoorbeeld bij het opslaan van een document is het niet erg wanneer dat een paar honderd milliseconden langer duurt dan normaal. Bij het programmeren hoeft dan ook weinig rekening gehouden te worden met de snelheid waarmee de computer een bepaalde taak uitvoert.
Met name bij industriële toepassingen of computers die voertuigen besturen moet er wel binnen een afgesproken tijd gereageerd worden. Bij het ontwerpen van de software moet dan nauwkeurig bepaald worden welke deeltaken een hogere prioriteit krijgen en dus voorrang op andere taken.